# فاروق میرونی
فاروق میرونی (زاده: ۱۳۲۹ ولسوالی خوگیانی، ولایت ننگرهار) سیاست‌مدار افغانستانی و نماینده مردم ننگرهار در دوره پانزدهم مجلس نمایندگان افغانستان است.

## زندگی‌نامه
فاروق میرونی متولد ۱۳۲۹ از ولسوالی خوگیانی ولایت ننگرهار افغانستان است. وی دارای مدرک تحصیلی لیسانس از دانشکده طب ننگرهار است.

## دیگر فعالیت‌ها
- پزشک در شفاخانه‌های ولایت کنر.[۱]
- پزشک در کمپ گنی پیشاور و در UNHCR.[۱]
- رئیس AFGHAN AID[۱]
- عضو حزب افغان ملت.[۱]